# Titouan Fortun
Titouan Safidy Fortun (Sahabe, 28 gennaio 2004) è un calciatore malgascio, difensore dell'USSA Vertou e della nazionale malgascia.

## Carriera

### Club
Fortun è cresciuto nel settore giovanile del Nantes, con cui ha firmato un contratto professionistico nel febbraio del 2023. Ha debuttato con la seconda squadra del club gialloverde il 2 settembre nell'incontro di Championnat National 3 pareggiato 1-1 contro il Chauray.
Dopo aver raccolto soltanto sette presenze in stagione, il 26 giugno 2024 viene annunciato ufficialmente il suo acquisto da parte del Digione, che lo aggrega alla seconda squadra.

### Nazionale
Il 7 settembre 2023 ha debuttato con la nazionale malgascia nell'incontro di qualificazione per la Coppa d'Africa 2023 pareggiato 0-0 contro l'Angola.

## Statistiche

### Presenze e reti nei club
Statistiche aggiornate al 7 giugno 2024.
| Stagione        | Squadra         | Campionato      | Campionato | Campionato | Coppe nazionali | Coppe nazionali | Coppe nazionali | Coppe continentali | Coppe continentali | Coppe continentali | Altre coppe | Altre coppe | Altre coppe | Totale | Totale | Totale |
| Stagione        | Squadra         | Comp            | Pres       | Reti       | Comp            | Pres            | Reti            | Comp               | Pres               | Reti               | Comp        | Pres        | Reti        | Pres   | Reti   |        |
| --------------- | --------------- | --------------- | ---------- | ---------- | --------------- | --------------- | --------------- | ------------------ | ------------------ | ------------------ | ----------- | ----------- | ----------- | ------ | ------ | ------ |
| 2023-2024       | Nantes 2        | N3              | 7          | 0          |                 | -               | -               |                    | -                  | -                  |             | -           | -           | 7      | 0      |        |
| 2024-2025       | Digione 2       | N3              | 4          | 0          |                 | -               | -               |                    | -                  | -                  |             | -           | -           | 4      | 0      |        |
| 2025-2026       | USSA Vertou     | N3              | 0          | 0          |                 | -               | -               |                    | -                  | -                  |             | -           | -           | 0      | 0      |        |
| Totale carriera | Totale carriera | Totale carriera | 11         | 0          |                 | -               | -               |                    | -                  | -                  |             | -           | -           | 11     | 0      |        |

### Cronologia presenze e reti in nazionale
| Cronologia completa delle presenze e delle reti in nazionale ― Madagascar | Cronologia completa delle presenze e delle reti in nazionale ― Madagascar | Cronologia completa delle presenze e delle reti in nazionale ― Madagascar | Cronologia completa delle presenze e delle reti in nazionale ― Madagascar | Cronologia completa delle presenze e delle reti in nazionale ― Madagascar | Cronologia completa delle presenze e delle reti in nazionale ― Madagascar | Cronologia completa delle presenze e delle reti in nazionale ― Madagascar | Cronologia completa delle presenze e delle reti in nazionale ― Madagascar |
| Data                                                                      | Città                                                                     | In casa                                                                   | Risultato                                                                 | Ospiti                                                                    | Competizione                                                              | Reti                                                                      | Note                                                                      |
| ------------------------------------------------------------------------- | ------------------------------------------------------------------------- | ------------------------------------------------------------------------- | ------------------------------------------------------------------------- | ------------------------------------------------------------------------- | ------------------------------------------------------------------------- | ------------------------------------------------------------------------- | ------------------------------------------------------------------------- |
| 7-9-2023                                                                  | Lubango                                                                   | Angola                                                                    | 0 – 0                                                                     | Madagascar                                                                | Qual. Coppa d'Africa 2023                                                 | -                                                                         | 80’                                                                       |
| 14-10-2023                                                                | Mohammedia                                                                | Madagascar                                                                | 1 – 2                                                                     | Mauritania                                                                | Amichevole                                                                | -                                                                         | 72’                                                                       |
| 17-11-2023                                                                | Kumasi                                                                    | Ghana                                                                     | 1 – 0                                                                     | Madagascar                                                                | Qual. Mondiali 2026                                                       | -                                                                         | 80’                                                                       |
| 7-6-2024                                                                  | Johannesburg                                                              | Madagascar                                                                | 2 – 1                                                                     | Comore                                                                    | Qual. Mondiali 2026                                                       | -                                                                         | 72’                                                                       |
| 11-6-2024                                                                 | Johannesburg                                                              | Madagascar                                                                | 0 – 0                                                                     | Mali                                                                      | Qual. Mondiali 2026                                                       | -                                                                         | 83’                                                                       |
| 5-9-2024                                                                  | Radès                                                                     | Tunisia                                                                   | 1 – 0                                                                     | Madagascar                                                                | Qual. Coppa d'Africa 2025                                                 | -                                                                         |                                                                           |
| 9-9-2024                                                                  | Radès                                                                     | Madagascar                                                                | 1 – 1                                                                     | Comore                                                                    | Qual. Coppa d'Africa 2025                                                 | -                                                                         |                                                                           |
| Totale                                                                    |                                                                           | Presenze                                                                  | 7                                                                         |                                                                           | Reti                                                                      | 0                                                                         |                                                                           |